# Monument voor de liefde
Monument voor de liefde is een artistiek kunstwerk in Amsterdam-Zuidoost.
Het monument is opgericht ter viering van de liefde tussen dichter Osip Mandelstam en zijn vrouw Nadjezjda Mandelstam. Hij was verguisd dichter in de Sovjet-Unie onder Jozef Stalin en kreeg zijn werk niet gepubliceerd. Zij bewaarde de schrijfsels van haar man in haar hoofd om ze later alsnog te kunnen publiceren.
In 2015 werd door kunstenares Hanneke de Munck een beeld gemaakt dat terugvoert op het werk van haar man Sietse Hielke Bakker (graficus), waarbij een beeld wordt gecombineerd met een gedicht. Er kwamen twee beelden waarvoor de Russische kunstenaar Chatsjatoer Bjely de sokkel maakte. De drie kunstenaars hadden zich verenigd in Stichting De Gespreksgenoot. Het eerste van twee beelden werd al in 2010 geplaatst in/nabij de Staatsbibliotheek te Sint-Petersburg (zusterstad van Amsterdam), de ander in de Nadezjda Mandelstamstraat (straatnaam sinds 2001) in Amsterdam-Zuidoost. De sokkel bevat een gedicht van een op de vlucht zijnde Osip van 27 maart 1937 dat geplaatst is als eerbetoon aan zijn vrouw. Het beeld in Zuidoost werd 25 september 2015 onthuld.
Naar aanleiding van de onthulling van het gedenkbeeld in september 2015 verscheen tevens een gelegenheidsuitgave, Monument voor de liefde - Osip en Nadezjda Mandelstam, met zeven gedichten van Osip Mandelstam, in een vertaling door Nina Targan Mouravi.
Kees Keijer van de kunstredactie van Het Parool bekeek het beeld opnieuw in 2024. Hij vond dat in de sokkel onder meer een granaatappel terug te vinden is, een nationaal symbool uit Armenië, thuisland van Bjely. De vleugels van de hoofdfiguur hebben een tweeledige betekenis. Ze moeten de persoon beschermen (zoals bij engelen), maar zijn ook een teken van dreiging en daarop vluchten. 

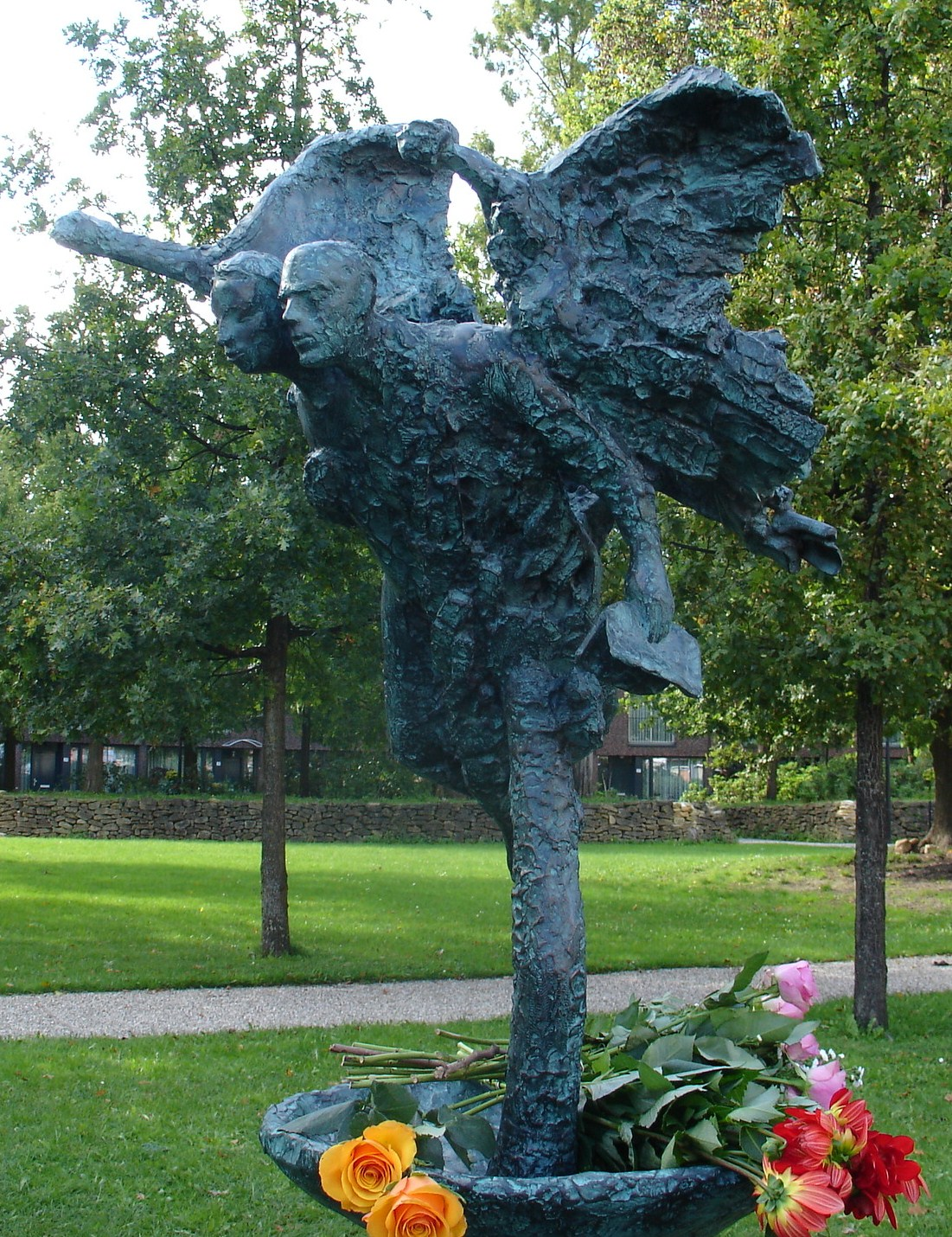
Het beeld (25 september 2015)

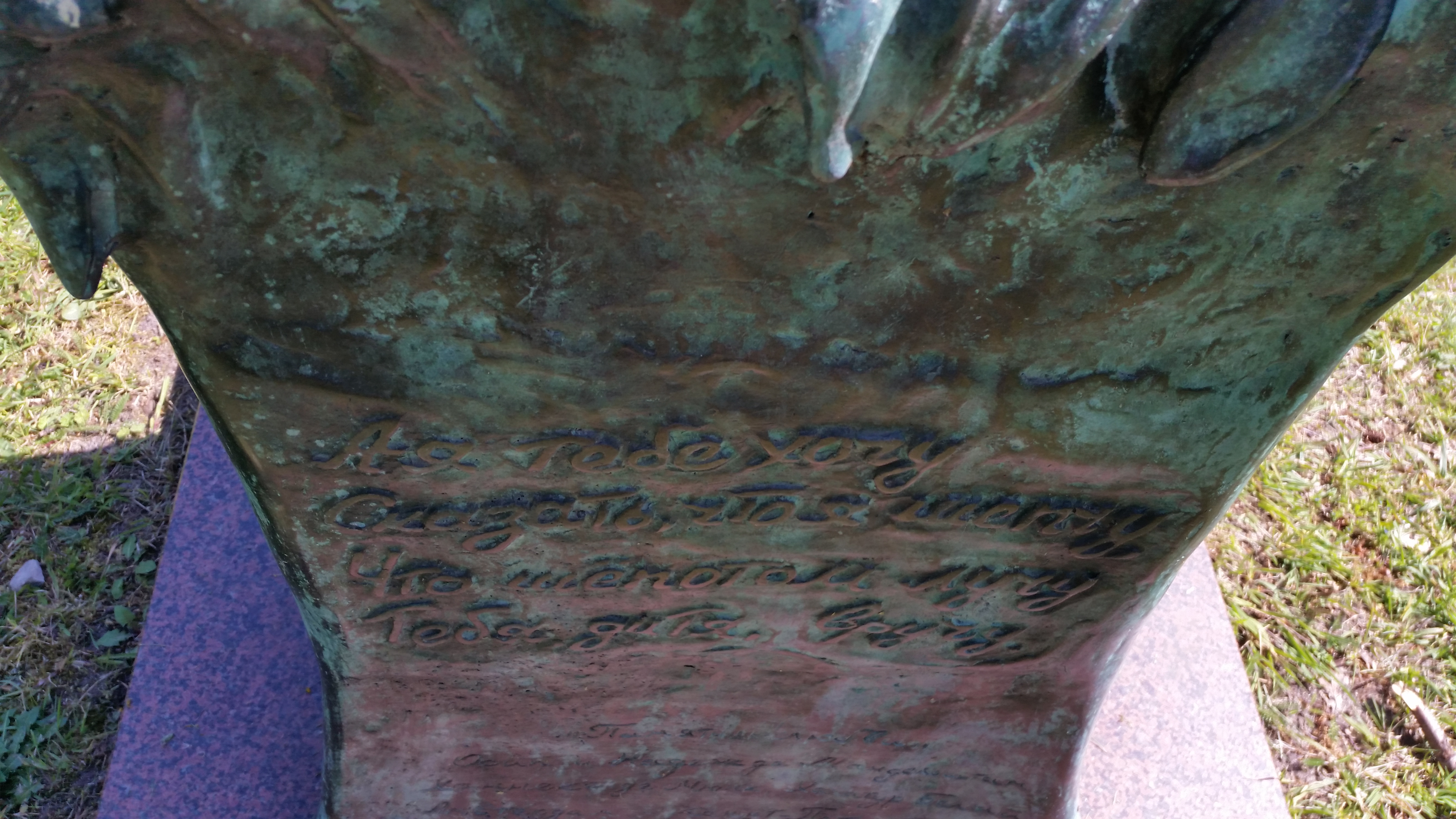
Tekst (mei 2020)